# Die zwölf Brocken
Die zwölf Brocken ist ein serbisches Märchen (AaTh 592: Tanz in der Dornenhecke + 321: Augen der Blinden zurückgebracht).

## Handlung
Ein Zar, dessen Frau gestorben war, begegnete während der Jagd, an einer Gebirgsquelle, einer schönen Frau, die Wasser in zwölf Kürbisflaschen schöpfte und ihm erzählte, dass sie dafür jeden Tag zwölf Brocken Brot bekommt. Er nahm sie zur Frau und auch ihre kleine Tochter bei sich auf, die fortan mit seinem ebenfalls sehr jungen Sohn spielte. Die neue Zarin aber mochte diesen nicht, also sprach sie vor dem Zaren schlecht über den Jungen, solange, bis der in Unruhe versetzte Vater seinen eigenen Sohn davonjagte.
In der Fremde traf der Zarensohn dann auf einen Einsiedler, den er durch seine Gutmütigkeit erfreute. Aus Dank dafür erhielt er eine Zauberflöte, die, sobald sie ertönt, alles um sich herum tanzen lässt. Später begab er sich in die Dienste eines reichen Mannes, der eines Tages auf einen Vilentanzplatz trat, wofür ihm die Vilenzarin beide Augen ausstach. Der Zarensohn suchte in der Folge die Vilenzarin auf und ließ sie sowie zwölf ihrer Vilendienerinnen mit der Zauberflöte solange rasend tanzen, bis sie ihm die Augen des Geblendeten herausgaben. Sein geheilter Herr überließ ihm daraufhin ein Pferd sowie tüchtige Waffen, womit der Zarensohn in die Welt zog, um ein gefragter Held zu werden.
Eines Tages rief ihn schließlich auch der Zar, sein Vater, zu sich, der ihn nicht erkannte und ihn darum bat, ihm gegen einen feurigen Drachen beizustehen, der die Zarentochter sowie das gesamte Reich begehrte. Waffen konnten gegen das Ungetüm nichts ausrichten – mit dem Ertönen der Flöte jedoch fing der Drache an zu zischen und zittern, woraufhin er zu schrumpfen begann und zuletzt nur noch eine kleine Blase war, die auf und ab sprang. Mühelos besiegelte der Held dessen Ende. Dem Zaren aber erzählte er sodann, wer er sei und was er erlebt habe, worauf er mit der Zarentochter, die er noch aus Kindheitstagen kannte, vermählt wurde. Deren Mutter aber, die böse Zarin, wurde an die Gebirgsquelle zurückgeschickt, wo sie sich fortan wieder mit den zwölf Kürbisflaschen die Brotbrocken verdienen musste.

## Hintergrund
Diese Version stammt von aus dem Werk Zwanzig serbische Volksmärchen (Dvadeset srpskih narodnih pripovedaka, Beograd 1906, S. 13) von Andra Gavrilović und erhielt im Deutschen den Titel Die zwölf Brocken. Vilen (singular: Vila) sind weibliche Märchenwesen, die wie Bergfeen im Gebirge oder wie Nymphen am Wasser leben. Ihre Tanzplätze zu betreten oder sie zu belauschen ist den Menschen verboten und unter Strafe gestellt. Auch Ursula Enderle übersetzte die Version von Gavrilović in ihrem Werk Märchen der Völker Jugoslawiens (Leipzig 1990). Als deutschen Titel vergab sie Zwölf Krumen. Die Wesen wurden als Elfen übersetzt.
Ein ähnliches Märchen findet sich in Grimms Der Jude im Dorn.